# Khemis Miliana
Khemis Miliana (în arabă خميس مليانة) este o comună din provincia Aïn Defla, Algeria.
Populația comunei este de 84.574 de locuitori (2008).